# Walt Disney Studios Park
Koordinaten: 48° 52′ 2″ N, 2° 46′ 44″ O
Der Walt Disney Studios Park ist ein Themenpark in Marne-la-Vallée, Frankreich und Teil des Disneyland Paris-Komplexes. Er wurde am 16. März 2002 eröffnet und ist der zweite Themenpark im Resort, gelegen im Westen des Komplexes, direkt neben dem Eingang zum Disneyland Park.
Der Park basiert auf den Disney’s Hollywood Studios im Walt Disney World Resort in Florida und ist der kleinste Disney-Park weltweit. Wie auch in anderen Disney-Parks wurde der Park nach und nach umgestaltet, um verstärkt Attraktionen anzubieten, die von Disney-, Pixar- und Marvel-Geschichten inspiriert sind.
Im Jahr 2023 begrüßte der Park 5,7 Millionen Besucher und erreichte den dritten Platz der meistbesuchten Freizeitparks in Europa sowie den 20. Platz weltweit. Aktuell unterzieht sich der Park einer umfassenden 2-Milliarden-Euro-Erweiterung, die den neuen Themenbereich World of Frozen umfasst und den Park flächenmäßig fast verdoppeln wird. Im Zuge dieser Erweiterung wird der Park in Disney Adventure World umbenannt.

## Widmung
“To all who enter the studio of dreams, welcome. The Walt Disney Studios is dedicated to our timeless fascination and affection for cinema and for television. Here we celebrate the art and the artistry of storytelling from Europe and around the world to create the magic in a special place through our own memories of the past and our dreams of the future.”

„An alle, die das Studio der Träume betreten, willkommen. Die Walt Disney Studios sind unserer zeitlosen Faszination und Liebe zum Kino und Fernsehen gewidmet. Hier feiern wir die Kunst und das Handwerk des Geschichtenerzählens aus Europa und der ganzen Welt, um die Magie an einem besonderen Ort zu erschaffen, durch unsere eigenen Erinnerungen an die Vergangenheit und unsere Träume von der Zukunft.“

## Geschichte
Die ursprünglichen Pläne für einen zweiten Themenpark, genannt Disney-MGM Studios Europe oder Disney-MGM Studios Paris, sahen eine Eröffnung im Jahr 1995 vor. Diese Pläne wurden jedoch Mitte 1992 aufgrund der finanziellen Schwierigkeiten des Resorts eingestellt. Nachdem das Resort wieder profitabel wurde, wurden die Pläne in kleinerem Umfang wieder aufgenommen. Der Park wurde am 29. September 1999 angekündigt. Der Bau begann offiziell ein Jahr später im Jahr 2000. Walt Disney Studios Park wurde am 16. März 2002 eröffnet, im Jahr des 10-jährigen Jubiläums des Disneyland Parks. In diesem Jahr zog der Park 2,8 Millionen Besucher an. Im selben Jahr ehrte die Walt Disney Company im Rahmen der Disney Legends alle nominierten Europäer bei einer Zeremonie im damaligen Animationsgebäude des Parks.
Im Jahr 2003 verzeichnete der Park trotz seines ersten vollen Betriebsjahres einen Rückgang der Besucherzahlen auf 2,2 Millionen, was nur die Hälfte der Erwartungen erfüllte.
Bis 2006 blieb die Besucherzahl mit 2,2 Millionen stabil, was jedoch weiterhin als enttäuschend galt.
Im Jahr 2007, zum 5-jährigen Jubiläum des Parks, wurde der neue Themenbereich Toon Studio sowie die Attraktion The Twilight Zone Tower of Terror eröffnet. Dank dieser Investitionen stieg die Besucherzahl auf 2,5 Millionen. Toon Studio, das im Juni eröffnet wurde, umfasste Attraktionen wie Crush’s Coaster und Cars Quatre Roues Rallye. Im Dezember 2007 wurden der Hollywood Boulevard und die Twilight Zone Tower of Terror im Bereich Production Courtyard eingeweiht.
2008 stiegen die Besucherzahlen das zweite Jahr in Folge auf 2,6 Millionen, was hauptsächlich der 2007 spät eröffneten Tower of Terror-Attraktion zu verdanken war. In diesem Jahr wurde auch das interaktive Spektakel Stitch Live! eingeführt.
Am 17. August 2010 wurde Toy Story Playland eröffnet, eine Mini-Zone, die dem Universum von Toy Story gewidmet ist und drei neue Attraktionen sowie einen Shop umfasste. Dies führte zu einem sprunghaften Anstieg der Besucherzahlen von 2,7 auf 4,5 Millionen.
Im Jahr 2012, zum 10-jährigen Jubiläum des Parks, erreichte die Besucherzahl mit 4,8 Millionen einen Rekord und markierte das siebte Jahr in Folge mit steigenden Besucherzahlen.
Ein Bereich zu Ehren von Ratatouille wurde im Juni 2014 eröffnet und umfasste eine Attraktion, ein Restaurant (Bistrot Chez Rémy) und eine Boutique. Trotz positiver Resonanz ging die Besucherzahl 2014 auf 4,3 Millionen zurück.
2015 stieg die Besucherzahl erneut und erreichte mit 5,1 Millionen einen neuen Rekord. 2016 sanken die Zahlen leicht auf 5,0 Millionen, begleitet von der Schließung des Spektakels Animagique, das im Juli durch Mickey et le Magicien ersetzt wurde.
2017, zum 15-jährigen Jubiläum des Parks, wurde die Attraktion CinéMagique geschlossen, und die Saison de la Force, eine neue Star-Wars-Themensaison, eingeführt. Der Park verzeichnete in diesem Jahr 5,2 Millionen Besucher, ein weiterer Rekord.
2018 erreichte der Park seinen Höchststand von 5,3 Millionen Besuchern. Am 12. Februar 2018 wurde auf der D23 Expo Japan die Umgestaltung der Attraktion Rock 'n' Roller Coaster zu einem Avengers- und Iron Man-Themenfahrt angekündigt. Am 27. Februar 2018 kündigte Robert Iger während eines Besuchs im Élysée an, dass 2 Milliarden Euro in Disneyland Paris investiert werden, um den Park Walt Disney Studios zu erweitern. Dies beinhaltete neue Bereiche zu den Themen Marvel, Die Eiskönigin und Star Wars. Ein Hollywood Boulevard sollte zu einem neuen 3 Hektar großen künstlichen See führen, um den sich die neuen Bereiche gruppieren und der als Kulisse für eine neue Abendshow dienen sollte.
Am 21. März 2019 wurde eine neue Spider-Man-Attraktion angekündigt, die die Attraktion Armageddon: Les Effets Spéciaux in der neuen Marvel-Zone ersetzen sollte. Am 31. März 2019 wurde Armageddon: Les Effets Spéciaux geschlossen, um Platz für die Entwicklung der neuen Marvel-Zone zu schaffen. Am 12. April 2019 wurde im Rahmen der Insidears-Konferenz die Umgestaltung der Studio Tram Tour zu Cars Road Trip bekanntgegeben, da ein Teil des ursprünglichen Streckenverlaufs entfernt wurde, um die neue Hauptallee der Erweiterung zu schaffen.
Am 21. August 2019 wurde auf der D23 Expo verkündet, dass die neue Marvel-Zone den Namen Avengers Campus tragen würde, genau wie die im Disney California Adventure Park. Am 2. September 2019 schloss die Attraktion Rock 'n' Roller Coaster für den Umbau zu Avengers Assemble: Flight Force.
Am 5. Januar 2020 schloss die Attraktion Studio Tram Tour: Behind The Magic, um für Cars Road Trip umgebaut zu werden. 2020 war durch die COVID-19-Pandemie geprägt, wodurch der Park vom 13. März bis 14. Juli und erneut ab 30. Oktober geschlossen blieb. Die Besucherzahlen sanken 2020 dramatisch auf 1,41 Millionen, ein Rückgang von 73 %.
Am 17. Juni 2021, nach mehr als sieben Monaten Schließung, wurde der Park mit der neuen Attraktion Cars Road Trip wiedereröffnet. Am 1. Juli wurde das neue Spektakel La fabrique des rêves de Disney Junior im Studio D eingeführt. Die Zone Toon Studio wurde am 27. August 2021 umorganisiert, und die Pixar-inspirierten Attraktionen wurden in die neue Zone Worlds of Pixar integriert. Trotz der langen Schließung stiegen die Besucherzahlen leicht auf 1,884 Millionen.
Am 20. Juli 2022 wurde der neue Bereich Avengers Campus eröffnet, der zwei Attraktionen (Avengers Assemble: Flight Force und Spider-Man W.E.B. Adventure), drei Restaurants (Stark Factory, PYM Kitchen, Super Diner), zwei Food-Trucks (FAN-tastic Food Truck und WEB Food Truck), einen Charakter-Treffpunkt (Hero Training Center) und eine exklusive Boutique (Mission Equipment) sowie mehrere Animationspunkte und das Avengers Deployment Vehicle umfasst.
2024 wurde die Show Alice et la Reine de Cœur: Retour au Pays des Merveilles eingeführt, die Moteurs, Action! ersetzte. Am 12. April 2024 kündigte die Leitung von Disneyland Paris an, dass der Park nach der Eröffnung der neuen Zone World of Frozen in Disney Adventure World umbenannt werden sollte. Studio 1 sollte innen komplett umgestaltet werden, wobei die Restaurants En Coulisses und Hep Cat Corner entfernt werden.

## Aktuelle Studio-Bereiche

### Front Lot
Das Eingangsland, das Front Lot genannt wird, dient als Haupteingangsbereich des Parks. Man muss den Place des Frères Lumière überqueren und dann ein Gebäude, das Studio 1, betreten, um Zugang zum Rest des Parks zu erhalten.

#### Place des Frères Lumière
Der Place des Frères Lumière ist ein großer quadratischer Platz, der in der Mitte mit einem Brunnen geschmückt ist, der Mickey in der Rolle des Zauberlehrlings (Fantasia) darstellt, wie er mit verzauberten Besen einen Teich füllt. Er wird im Nordosten von den Eingangstoren des Parks, im Südwesten vom Studio 1 und zusätzlich von zwei Gebäuden zu beiden Seiten des Platzes begrenzt. Die Ästhetik der Gebäude erinnert an die hispanische Architektur Kaliforniens zu Beginn des 20. Jahrhunderts. Das Gebäude links beim Betreten ist ein großer Laden, der sich auf Disney-Produktionen spezialisiert hat und Walt Disney Studio Store genannt wird. Das Gebäude auf der rechten Seite beherbergt die Studios Services (Informationsbüro, Fundbüro, Toiletten usw.) und den Studio Photo Laden.

#### Studio 1
Studio 1 ist ein markantes Gebäude gegenüber dem Haupteingang des Parks, das über den Place des Frères Lumière zugänglich ist. Besucher müssen das Gebäude durchqueren, um in die weiteren Bereiche des Parks zu gelangen. Das Gebäude dient als überdachte Einkaufsstraße und ist die größte Fläche innerhalb des Walt Disney Studios Parks.
Das Innere ist in zwei Bereiche unterteilt: Auf der linken Seite befindet sich der Laden „Les Légendes d'Hollywood“, der im Art-déco-Stil gestaltet ist und eine Reihe von Räumen umfasst, einschließlich einer als Tankstelle gestalteten letzten Fläche, die an die Route 66 erinnert. Auf der rechten Seite befindet sich das „Restaurant en Coulisse“, das im Stil von Filmsets gestaltet ist und die Restaurants und Clubs des Hollywoods der 1930er bis 1950er Jahre nachbildet.
Der Ausgang von Studio 1 führt auf den Hauptplatz des Parks. In dessen Mitte steht die Partners-Statue. Rechts gelangt man zum Toon Studio und weiter zu den Worlds of Pixar, links zum Production Courtyard und zum kürzlich eröffneten Avengers Campus am Ende des linken Parkflügels. Gegenüber befindet sich der Bereich Hollywood Boulevard, der Teil des Production Courtyard ist und eine Kombination aus echten Gebäuden und Illusionsmalerei bietet. Hier befindet sich auch die Attraktion The Twilight Zone Tower of Terror.
Studio 1 präsentiert sich als mythisches Hollywood der 1930er Jahre, zeigt berühmte architektonische Elemente und rekonstruiert einen nächtlichen Himmel, wodurch die Kulissen und das Ambiente dieser Ära lebendig werden.

### Toon Studio
Toon Studio befindet sich rechts vom Ausgang des Studio 1. Der Eingang wird durch eine Statue von Mickey gekennzeichnet, die ihn in seinem Zauberlehrlingskostüm aus Fantasia zeigt. Die Statue steht auf einem blau und silbern gefärbten Sockel, auf dem der Name des Studios angebracht ist.

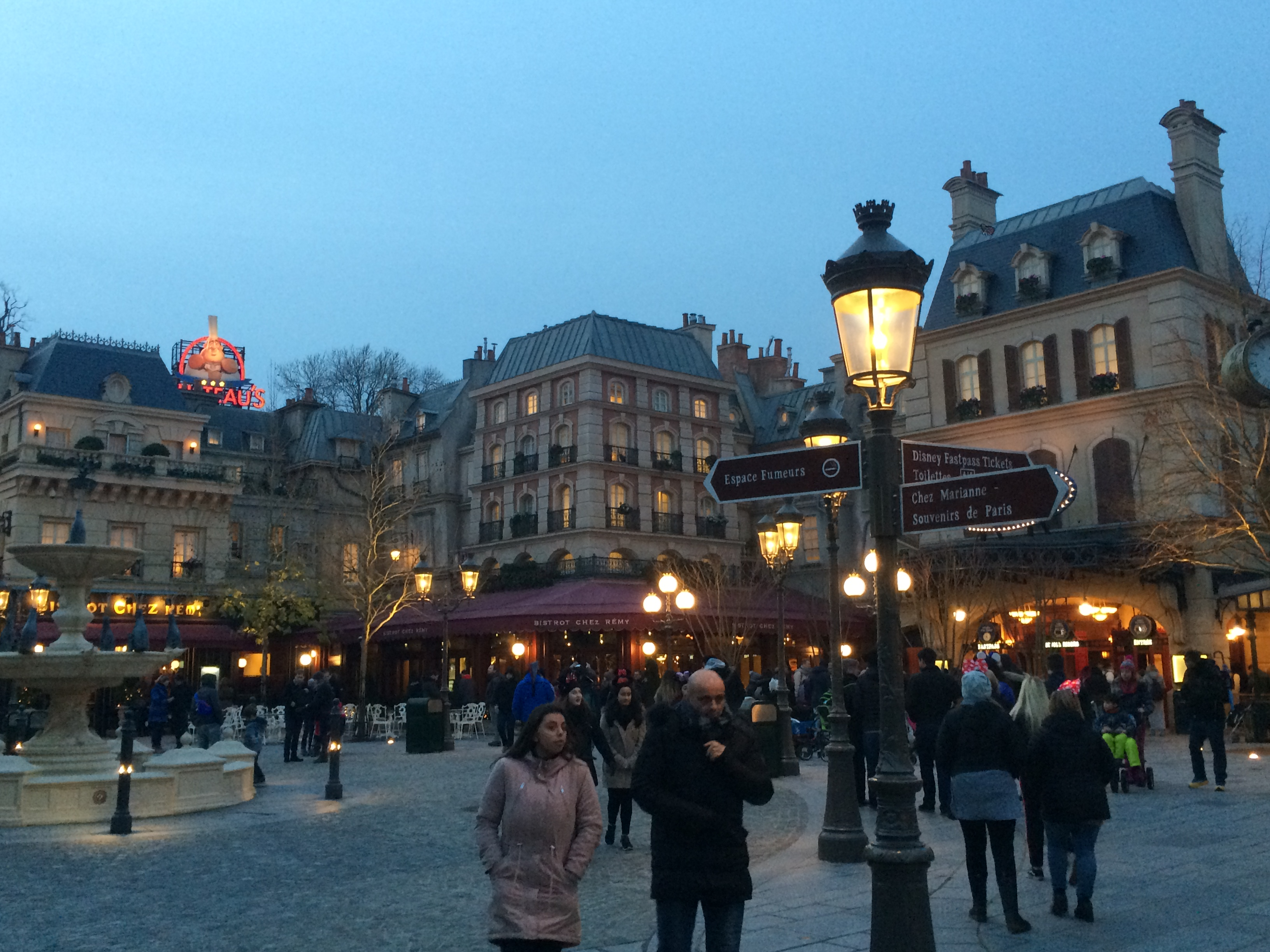
Die Ratatouille Kulisse

| Name                                             | Eröffnung | Beschreibung |
| ------------------------------------------------ | --------- | --- |
| Animagique Theatre                               | 2002      | Ein Innenraumtheater, das derzeit die Bühnenshow „Mickey and the Magician“ beherbergt. Die Show findet im Atelier des titelgebenden Magiers (aus Fantasia) im Paris des 20. Jahrhunderts statt. Dort gerät der Lehrling Mickey in Schwierigkeiten, während er erkundet und lernt, seine eigene Magie zu nutzen. |
| Animation Celebration                            | 2002      | Die Attraktion „Animation Celebration - Frozen: A Musical Invitation“, die am 17. November 2019 in Disneyland Paris eröffnet wurde, ermöglicht Besuchern, das Königreich Arendelle interaktiv zu erkunden. Die Teilnehmer durchlaufen mehrere Stationen, die auf dem Film „Frozen“ basieren, darunter Lernmodule zur Geschichte der Animation und eine musikalische Darbietung mit Charakteren wie Anna und Elsa. Zusätzlich bietet die Attraktion kreative Aktivitäten wie Zeichenkurse und die Möglichkeit, den Charakter Olaf zu treffen.                                                                                         |
| Les Tapis Volants - Flyings Carpets over Agrabah | 2002      | Die Attraktion „Flying Carpets Over Agrabah“ im Walt Disney Studios Park, hergestellt von Zamperla, bietet Besuchern die Gelegenheit, auf einem fliegenden Teppich zu reiten. Inspiriert von der Stadt Agrabah aus dem Film „Aladdin“, können Fahrgäste die Bewegungen ihres Teppichs über ein Steuerrad selbst regulieren, was sowohl horizontale als auch vertikale Bewegungen ermöglicht. Ursprünglich war diese familienfreundliche Attraktion eine der ersten im Park, speziell für Kinder konzipiert und vermutlich anfänglich für Adventureland geplant, wurde aber zu den Studios verlegt, um das Angebot dort zu erweitern. |

### Worlds of Pixar
Im Themenbereich "Worlds of Pixar" des Walt Disney Studios Park können Besucher in die Welt beliebter Disney Pixar Filme eintauchen. Der Bereich ist den Filmen wie „Toy Story“, „Cars“, „Ratatouille“ und „Findet Nemo“ gewidmet und bietet verschiedene Attraktionen, in denen Charaktere wie Lightning McQueen, Rémy und Crush auftreten. Neben den Abenteuerattraktionen gibt es zahlreiche Fotopunkte, an denen Besucher Aufnahmen mit Figuren wie Buzz Lightyear oder Rex machen können.
Für das leibliche Wohl sorgen verschiedene gastronomische Angebote. Das Bistro Chez Rémy bietet ein Erlebnis, bei dem Gäste in eine Umgebung eintauchen, die sie auf die Größe einer Ratte schrumpfen lässt, um Rémys Kochkünste zu genießen. Für schnelle Snacks steht der Laugh 'n' Go Food Truck bereit, der in der Nähe der Cars Road Trip Attraktion zu finden ist.
| Name                                              | Eröffnung | Beschreibung |
| ------------------------------------------------- | --------- | --- |
| Bistrot Chez Rémy                                 | 2014      | Ein Premium-Restaurant mit Tischbedienung, das französische Küche serviert. Es basiert auf "Ratatouille" und befindet sich im Pariser Themenbereich. |
| Crush's Coaster                                   | 2007      | Ein Spinning Coaster namens Crush's Coaster, hergestellt von Maurer Söhne, nimmt die Gäste mit auf eine spannende Reise durch die Szenen des Films "Findet Nemo". Die Besucher betreten ein als gestrandetes Filmset gestaltetes Gebäude und setzen sich in Meeresschildkröten-Schalen, die durch ikonische Szenen des Films führen.                                        |
| Cars Quatre Roues Rallye                          | 2007      | Ein Zamperla Demolition Derby, bei dem die Gäste an einer Autowerkstatt in Radiator Springs drehen. Ihre Autos befinden sich auf vier drehenden Plateaus, und sie wechseln von einem drehenden Plateau zum nächsten. |
| Cars: Road Trip                                   | 2021      | Eine verkürzte Version der stillgelegten Studio Tram Tour, die nun auf das „Cars“-Franchise ausgerichtet ist. Diese Attraktion nutzt Teile der ursprünglichen Studio Tram Tour-Strecke und den Abschnitt „Catastrophe Canyon“ der früheren Fahrt. Sie wurde als „temporäre Attraktion zur Erhöhung der Parkkapazität bis zur Eröffnung der neuen Erweiterungen“ konzipiert. |
| Laugh'N' Go!                                      | 2021      | Ein Food Truck, der Käseprodukte von The Laughing Cow anbietet. |
| Ratatouille: L'Aventure Totalement Toquée de Rémy | 2014      | Eine auf dem Disney·Pixar Animationsfilm „Ratatouille“ von 2007 basierende, spurgeführte Dark Ride-Attraktion ohne festen Fahrweg. Sie wurde in einem neuen, Paris-thematisierten Bereich des Parks eröffnet. |

#### Toy Story Playland
Toy Story Playland ist ein Teilbereich von Toon Studio/Worlds of Pixar im Themenpark, der auf der Toy Story-Franchise basiert und am 17. August 2010 eröffnet wurde, um den Film Toy Story 3 zu bewerben. In diesem Bereich werden Besucher auf die Größe eines Spielzeugs verkleinert und können drei überdimensionale Attraktionen erleben.
| Name                        | Eröffnung | Beschreibung |
| --------------------------- | --------- | --- |
| RC Racer                    | 2010      | Eine Stahl-Shuttle-Achterbahn vom Hersteller Intamin, bei der die Gäste auf einer 25 Meter hohen Halfpipe an Bord von RC fahren.                                                     |
| Slinky Dog Zigzag Spin      | 2010      | Eine Fahrt im Stil einer Raupe vom Hersteller Intamin, bei der die Gäste mit Slinky Dog wirbeln und sich drehen, während er versucht, vor seinem Hundenapf seinen Schwanz zu fangen. |
| Toy Soldiers Parachute Drop | 2010      | Ein Fallschirmsprung-Fahrgeschäft von Intamin, bei dem Gäste ihre Fallschirmgleitfähigkeiten zusammen mit Sarge und den anderen Green Army Men testen können.                        |
| Toy Story Playland Boutique | 2010      | In einem Container in Form eines "Barrel of Monkeys" gelegen, verkauft dieser Laden Merchandise-Artikel aus der Toy Story-Serie.                                                     |

### Production Courtyard
Der Themenschwerpunkt des Production Courtyard dreht sich um die Produktionsaspekte von Hollywood-Filmen und den Hollywood-Mythos, einschließlich Filmlegenden. Das Land besteht aus zwei deutlich unterschiedlichen Teilen: dem Hollywood Boulevard, der Straßenkulissen im Hollywood-Stil und die Attraktion The Twilight Zone Tower of Terror – A New Dimension of Chills bietet, sowie dem Place des Stars, der thematisch um die Produktionsanlagen von Filmstudios angelegt ist und Attraktionen wie Stitch Live! beinhaltet.
| Name                                                          | Eröffnung | Beschreibung |
| ------------------------------------------------------------- | --------- | --- |
| Disney Junior Dream Factory                                   | 2021      | In Studio D gelegen, ist dies eine interaktive Live-Show, die die Charaktere von Disney Junior präsentiert. |
| Food Trucks                                                   | 2002      | Verschiedene Food Trucks, die unterschiedliche Snacks und Getränke verkaufen. |
| Production Courtyard Stage                                    | 2017      | Eine offene Bühne in der Nähe des Tower of Terror, auf der viele verschiedene Shows präsentiert werden, darunter "The Incredibles' Challenge" und "Guardians of the Galaxy: Awesome Dance-Off!". |
| Stitch Live!                                                  | 2008      | In Studio D gelegen, ist dies eine interaktive Show mit lebendigen Charakteren, bei der die Gäste mit Stitch aus "Lilo & Stitch" kommunizieren können. |
| Studio Theatre                                                | 2002      | Ein Live-Show-Theater, das früher lange Zeit die Aufführung von CinéMagique beherbergte. Seit 2023 wird dort die Disney/Pixar-Themenshow „TOGETHER: A Pixar Musical Adventure“ aufgeführt. Frühere Shows umfassten „Marvel: Heroes Unite“, „Merry Jolly Jingle“ und „The Lion King: Rhythm of the Pridelands“ (eine Wiedergabe der aufgezeichneten Show aus Frontierland im Disneyland Park für Gäste, die keine Tickets für die Live-Aufführung bekommen konnten). Zudem wurden hier auch verschiedene Charakter-Treffen und -Begrüßungen abgehalten. |
| The Twilight Zone Tower of Terror – A New Dimension of Chills | 2007      | Eine große 13-stöckige Freifall-Attraktion, bei der die Gäste das fiktive Hollywood Tower Hotel betreten und einer Geschichte folgen, die von der Fernsehserie inspiriert ist. Der Höhepunkt der Fahrt besteht aus einer Serie von Stürzen unterschiedlicher Länge. Diese Attraktion stammt ursprünglich aus Disneys Hollywood Studios und hat verschiedene Nachbildungen sowohl in Disney California Adventure als auch in Tokyo DisneySea. |
| Theater of the Stars                                          | 2024      | Die ehemalige Arena des Moteurs... Action! Stunt Show Spectaculaire! beherbergt nun die temporäre Show "Alice & the Queen of Hearts: Back to Wonderland". |

### Marvel Avenger Campus
Der Marvel Avengers Campus, ein Themenbereich basierend auf dem Marvel Cinematic Universe, hatte eine Soft-Eröffnung am 9. Juli 2022 und wurde am 20. Juli 2022 öffentlich zugänglich gemacht. Als transformierter geheimer Standort von S.H.I.E.L.D. in Paris bietet der Bereich Attraktionen und Gastronomieangebote wie Avengers Assemble: Flight Force (ein Iron Man Re-Theme der Rock 'n' Roller Coaster Avec Aerosmith) und Spider-Man W.E.B. Adventure (eine Kopie von Web Slingers: A Spider-Man Adventure aus der Anaheim-Version des Themenbereichs). Dieser Bereich ersetzte das vorherige "Backlot"-Gelände des Parks.
| Name                            | Eröffnung | Beschreibung |
| ------------------------------- | --------- | --- |
| Avengers Assemble: Flight Force | 2022      | Eine Stahlachterbahn vom Hersteller Vekoma, bei der die Gäste mit Iron Man und Captain Marvel zusammenarbeiten, um die Welt vor einer intergalaktischen Bedrohung zu retten. |
| FAN-tastic Food Truck           | 2022      | Ein Iron Man-Themen-Food-Truck, der amerikanische Gerichte serviert. |
| Hero Training Center            | 2022      | Eine Meet-and-Greet-Attraktion, die es den Besuchern ermöglicht, täglich Spider-Man und einen zufälligen Marvel-Helden zu treffen.                                           |
| Pym Kitchen                     | 2022      | Ein All-you-can-eat-Buffet-Restaurant, das thematisch an Ant-Man and The Wasp angelehnt ist.                                                                                 |
| Stark Factory                   | 2022      | Ein Selbstbedienungsrestaurant, das in einem ehemaligen Stark-Industries-Gebäude untergebracht ist.                                                                          |
| Super Diner                     | 2022      | Ein Restaurant mit Tischbedienung im Stil der 1940er Jahre, das thematisch an die Serie Agent Carter angelehnt ist. Es ersetzte das Café des Cascadeurs.                     |
| WEB Food Truck                  | 2022      | Ein Food Truck, der asiatische Speisen anbietet. |
| Spider-Man W.E.B. Adventure     | 2022      | Eine 3D-Shooter-Attraktion, die thematisch auf Spider-Man basiert. |

## Zukünftige Studio-Bereiche
Drei neue Zonen mit den Themen Marvel, Die Eiskönigin und Star Wars wurden am 27. Februar 2018 angekündigt, wobei die Fertigstellung ursprünglich in drei Phasen zwischen 2021 und 2025 geplant war. Die am selben Tag enthüllte erste Skizze zeigt einen verlängerten Hollywood Boulevard, der zu einem neuen künstlichen See von fast 3 Hektar führt. Die Promenade um diesen See wird der einzige Weg für Besucher sein, um zwei der drei neuen Zonen des Parks zu erreichen, darunter die Die Eiskönigin-Zone, die als erste neue Erweiterung eröffnet wird. Die Marvel-Zone, genannt Avengers Campus, wurde am 20. Juli 2022 fertiggestellt und hat den Platz des Backlot-Geländes links vom Parkeingang eingenommen. Sie wird ebenfalls über die See-Promenade zugänglich sein, sobald diese fertiggestellt ist. Der See und die Promenade werden voraussichtlich auch als Veranstaltungsort für eine neue Show mit pyrotechnischen Effekten, Lichtspielen und Wasserelementen dienen.

### World of Frozen (2026)
Das Land zur Eiskönigin sieht den Bau eines etwa 40 Meter hohen Berges sowie Elsas Schloss daneben vor. Diese imposanten Elemente werden von der zukünftigen Hauptallee des Parks aus sichtbar sein und einen Bezug zum Schloss der Dornröschen im Disneyland Park herstellen. Am Fuße des Berges ist ein norwegisch inspiriertes Dorf mit einem Hafen geplant, das eine Attraktion, ein Restaurant, einen Laden und einen Bereich für Charakterbegegnungen bieten soll. Die einzige Attraktion des Bereichs soll vergleichbar mit Frozen Ever After im Walt Disney World Resort in Florida sein und eine thematische Bootsfahrt darstellen. Die Eröffnung des Bereichs ist für 2026 angekündigt und wird der Gestaltung von Arendelle: World of Frozen im Hong Kong Disneyland ähneln.

### The Lion King: Pride Land (2027–2030)
Anlässlich der D23-Convention im August 2024 kündigte Disneyland Paris die Eröffnung eines Themenbereichs basierend auf dem Animationsklassiker Der König der Löwen im westlichen Teil der Parkerweiterung an. Der Bereich soll eine Attraktion vom Typ Wildwasserbahn sowie ein Geschäft und ein Restaurant umfassen. Die Ankündigung dieses Projekts bestätigt die Aufgabe des ursprünglich geplanten Star-Wars-Bereichs innerhalb der Parkerweiterung.

### Adventure Way (2026)
Diese Zone wird an den bestehenden Hollywood Boulevard anschließen. Die Besucher werden eine von der Kunst des Jugendstils inspirierte Allee (Adventure Way) entlanggehen und sich um einen See bewegen, der neue Bereiche wie die auf Die Eiskönigin und Star Wars basierenden Zonen sowie bereits bestehende Zonen wie den Avengers Campus und Worlds of Pixar miteinander verbindet. Entlang der Allee zum See wird es einen Rapunzel-Garten mit einer neuen Attraktion vom Typ Teetassenfahrt (Rapunzel Tangled Spin) geben, sowie weitere Gärten, die von Toy Story oder der englischen Gartenkunst inspiriert sind. Ein Panorama-Restaurant im Jugendstil (The Regal View Restaurant and Lounge) mit 250 Plätzen und Charakterbegegnungen während der Mahlzeiten wird sich am Seeufer befinden. Auf der anderen Seite der Allee wird ein Pavillon im gleichen Stil einen Snackstand bieten. Ab 2026 wird der See täglich eine nächtliche Show mit Wasserprojektionen, Fontänen und wasserbasierten Drohnen präsentieren.

## Frühere Studio-Bereiche

### Backlot
Das Backlot war ein Areal, das am Eröffnungstag des Parks eröffnet wurde und thematisch an echte Filmkulissen mit einem industriellen Flair angelehnt war. Zu den Attraktionen gehörten Rock 'n' Roller Coaster Avec Aerosmith, die Moteurs... Action!: Stunt Show Spectacular sowie die Spezialeffekt-Show Armageddon – Les Effets Speciaux. Zudem waren das Selbstbedienungsrestaurant Blockbuster Café, das Buffet-Restaurant des Stars und das kleine Café des Cascadeurs Teil des Backlots. Dieses Areal wurde 2019 geschlossen, um Platz für den Avengers Campus zu schaffen, mit Ausnahme des Theater of the Stars.
| Name                                       | Geöffnet | Geschlossen | Beschreibung |
| ------------------------------------------ | -------- | ----------- | --- |
| Armageddon – Les Effets Speciaux           | 2002     | 2019        | Eine Spezialeffekt-Show, die verschiedene Szenen aus dem Film Armageddon von 1998 zeigte. Die Attraktion wurde am 31. März 2019 geschlossen, um Platz für die Spider-Man W.E.B. Adventure-Attraktion zu schaffen. |
| Moteurs... Action!: Stunt Show Spectacular | 2002     | 2020        | Eine Stuntshow, die demonstrierte, wie Actionfilme gedreht werden, mit Auto- und Motorradstunts. Es gab auch eine ähnliche Attraktion in Disney's Hollywood Studios in Orlando, die 2015 geschlossen wurde. Die Attraktion in Paris schloss am 13. März 2020 als letzte Attraktion des Bereichs. Die Schließung erfolgte früher als geplant aufgrund der COVID-19-Pandemie in Frankreich; ursprünglich sollte sie noch eine kurze Zeit länger geöffnet bleiben. Nach der Schließung kündigte der Walt Disney Studios Park an, dass die Pariser Version durch die neue Show „Alice & The Queen of Hearts: Back to Wonderland“ ersetzt wird, und der Bereich wurde in Theater of the Stars umbenannt. Diese Show wurde am 24. Mai 2024 eröffnet und läuft bis zum 29. September 2024. Die Arena gehört nun zum Production Courtyard. |
| Rock 'n' Roller Coaster Avec Aerosmith     | 2002     | 2019        | Die größte Attraktion des Bereichs und eine nahezu exakte Kopie der Fahrt aus Disney's Hollywood Studios in Orlando, bei der nur einige Story-Elemente verändert wurden. Die Attraktion schloss am 2. September 2019, um Platz für Avengers Assemble: Flight Force zu schaffen, wobei das Streckenlayout beibehalten wurde. |

## Nicht realisierte Projekte
Ursprünglich sollte der Walt Disney Studios Park etwa zwanzig Attraktionen umfassen. Heute zählt er 15 Attraktionen, was auf die laufenden Erweiterungsarbeiten zurückzuführen ist. Sobald diese abgeschlossen sind, wird der Park jedoch die ursprünglich geplante Anzahl von etwa zwanzig Attraktionen erreichen. Einige Attraktionen wurden letztlich nicht realisiert.
Die Attraktion Art of Disney Animation sollte ursprünglich einen Bereich umfassen, in dem echte Animatoren bei der Arbeit zu sehen gewesen wären, die aus ihren Pariser Studios in Montreuil umgezogen wären. Dies hätte der Besichtigung eine realistische Note verliehen. Aus finanziellen Gründen blieb das Studio Walt Disney Animation France jedoch an seinem Standort, bis es geschlossen und 2002 verkauft wurde. Ein geplantes Synchronstudio sollte Besucher einladen, an der Vertonung von Filmszenen teilzunehmen oder Mischern und Tontechnikern bei der Arbeit zuzusehen. Dieses Projekt wurde jedoch zugunsten von Verbesserungen an anderen Attraktionen ausgesetzt und schließlich aufgegeben.
Der Park sollte ursprünglich Ende 1992 in Angriff genommen werden und 1995 unter dem Namen Disney-MGM Studios Europe eröffnet werden. Das Projekt ähnelte stark der amerikanischen Version, sowohl inhaltlich als auch ästhetisch. Aufgrund der schwierigen Anfangszeit des Komplexes wurde der Bau jedoch mehrfach verschoben und die Pläne erheblich verändert.
Gemäß Konzepten, die während der Entstehung von Toon Studio entwickelt wurden, sollte ein goldener Strahl vom Finger der Mickey-Statue bis zur Spitze des Hutes von The Art of Disney Animation reichen, was letztlich nicht umgesetzt wurde; es wurden jedoch Statuen an der Fassade hinzugefügt.
Die 2017 angekündigte Erweiterung des Parks sollte ursprünglich einen Star-Wars-Themenbereich umfassen, der sich an den Star Wars: Galaxy's Edge-Lands in Disneyland Kalifornien und den Disney's Hollywood Studios in Florida orientierte, jedoch in einer reduzierten Version. Das Projekt wurde schließlich zugunsten des zukünftigen Themenbereichs basierend auf Der König der Löwen aufgegeben.

## Geschlossene Attraktionen
- Moteurs… Action! Stunt Show Spectacular wurde in Zusammenarbeit mit dem französischen Stuntman Rémy Julienne entwickelt. In einem offenen Theater mit 3.000 Plätzen konnten die Besucher eine Show mit Fahrzeugstunts erleben, die die Geheimnisse der Produktion großer Actionfilme enthüllte. Eine ähnliche Attraktion wurde 2005 in Disney's Hollywood Studios eingeführt, aber dort im April 2016 geschlossen.
- Animagique, das im Studio 3 von Toon Studio untergebracht war, präsentierte eine Show mit großen Puppen und Disney-Charakteren, die in Kostümen auftraten, wie man sie in den Parks oder Paraden sieht. Die Aufführung kombinierte chinesische Puppenspieltechniken mit dem „Schwarzen Theater“ aus Prag.
- The Magic of Disney Animation bestand aus drei Teilen: einem „Pre-Show“-Bereich, der die Besucher durch die Geschichte der Animation führte, einer Vorführung in zwei Theatern mit einer Einführung durch Roy Edward Disney und Walt Disney selbst, und einem interaktiven Bereich, in dem die Besucher selbst Animationen erstellen konnten, inklusive der Art of Disney Academy.
- CinéMagique, im Studio 2, bot eine Hommage an die Filmgeschichte und zeigte eine Auswahl der besten Filmszenen, die die Besucher „auf die andere Seite des Bildschirms“ führten. Diese Attraktion, die 2017 geschlossen wurde, ehrte 100 Jahre Filmgeschichte.
- Die Studio Tram Tour führte die Besucher durch die Kulissen und zeigte bekannte Abschnitte wie den Catastrophe Canyon. Der „Costuming“-Bereich, in dem man Kostüme sah, wurde vor der Schließung der Attraktion entfernt und hinter die Kulissen verlegt.
- Walt Disney Television Studios bot Einblicke in die Abläufe einer TV-Produktion und ermöglichte es den Besuchern, eine Live-Sendung mitzuerleben. Der Cyberspace Mountain-Bereich war Teil der interaktiven Nachbesichtigung.
- Stitch Live, eröffnet im März 2008 im ehemaligen Disney-Channel-Gebäude, ermöglicht es Besuchern, mit einer animierten Version von Stitch in Echtzeit zu interagieren.
- Das Studio Theater (ehemals CinéMagique) zeigte zeitweilig Shows wie Marvel: L'Alliance des Super Héros und wird derzeit auf die Pixar-Show We Belong Together vorbereitet, die im Sommer 2023 starten soll.
- Armageddon: Les Effets Spéciaux in Studio 7 bot eine Nachstellung der Spezialeffekte aus dem Film Armageddon und simulierte einen Meteoritenschauer auf der Raumstation Mir.
- Der Rock 'n' Roller Coaster avec Aerosmith unterschied sich in seiner Handlung von der US-Version und hatte eine komplexere Geschichte, jedoch ein weniger aufwendiges Außendesign.
- Weitere Attraktionen wie Disney Junior – Live on Stage! und The Art of Disney Animation ergänzten das Angebot. Studio 1 diente als Eingangsszene des Parks, gestaltet im Stil eines Filmsets, mit einem Geschäft und einem Restaurant.

## Besucherzahlen
| Jahr | Besucher | Jahr | Besucher |
| ---- | -------- | ---- | -------- |
| 2002 | 2,20     | 2013 | 4,47     |
| 2003 | 2,20     | 2014 | 4,26     |
| 2004 | 2,20     | 2015 | 4,44     |
| 2005 | 2,10     | 2016 | 4,97     |
| 2006 | 2,20     | 2017 | 5,20     |
| 2007 | 2,50     | 2018 | 5,298    |
| 2008 | 2,612    | 2019 | 5,245    |
| 2009 | 2,655    | 2020 | 1,410    |
| 2010 | 4,50     | 2021 | 1,884    |
| 2011 | 4,71     | 2022 | 5,340    |
| 2012 | 4,80     | 2023 | 5,700    |